# 59 Cygni
Pour les articles homonymes, voir f Cygni.
59 Cygni (59 Cyg), également nommée par sa désignation de Bayer f1 Cygni, est une étoile multiple de la constellation du Cygne. Sa magnitude apparente est de 4,74.